# Fred Oelßner
Fred Oelßner, né le 27 février 1903 à Leipzig et mort le 7 novembre 1977 à Berlin-Est, est un homme politique et économiste est-allemand, membre du Politburo du Comité central du SED, le parti au pouvoir en République Démocratique allemande.

## Biographie
Fils du futur fonctionnaire du Parti communiste d'Allemagne Alfred Oelßner, Fred Oelßner fait un apprentissage de marchand et de meunier de 1917 à 1919. Après avoir été congédié de son apprentissage en raison de ses activités politiques (appartenance à la Jeunesse ouvrière socialiste et à la Jeunesse socialiste libre), il est commis de bureau au service coopératif de Halle jusqu'en 1921. En même temps, il est chef de district de la Jeunesse prolétarienne socialiste et de la Ligue des jeunes communistes d'Allemagne à Halle / Merseburg. En 1919, il rejoint l'USPD et en 1920 le KPD.
En 1921, il participe à l'Action de Mars et est alors employé du Comité central du KPD. De l'automne 1921 à janvier 1922, il est stagiaire à la Hamburgische Volkszeitung, de 1922 à 1923 rédacteur à la Schlesische Arbeiterzeitung de Breslau, puis à Chemnitz et Stuttgart. Fin 1923, il est arrêté et condamné à un an de prison par le Tribunal du Reich de Leipzig en 1924 pour « préparation à la haute trahison ». Après sa sortie de prison, il est rédacteur à Remscheid et à Aix-la -Chapelle.
En 1926, Oelßner est délégué à Moscou, où il est étudiant jusqu'en 1928 et aspirant à l'École internationale Lénine en 1929. Par la suite, il est employé de la faculté économique de l'Institut des professeurs rouges. En 1932, il revient en Allemagne et travaille dans le département agitprop du Comité central du KPD et est conférencier à la Reichsparteischule du KPD "Rosa Luxemburg" à Schöneiche-Fichtenau près de Berlin.
En 1933, Oelßner émigre en France, où il est le secrétaire personnel de Walter Ulbricht. En 1934, il dirige des stages de formation du parti à Amsterdam, Zurich et Prague et retourne en 1935 en URSS. Il y est professeur à l'École internationale Lénine et à l'Université communiste des minorités nationales de l'Ouest. En 1936, il est licencié pour de prétendues déviances idéologiques et vit de traductions et d'écritures. De 1938 à 1941, il est chef du département de planification à l'usine de papier Bop à Moscou. En 1940, il obtient la nationalité soviétique. De 1941 à 1944, il est rédacteur de la rédaction allemande de la La Voix de la Russie, puis professeur à l'école du parti KPD n°12 à Moscou. Il est également dans la commission de préparation du programme d'après-guerre du KPD.
En 1945, il retourne en Allemagne avec le groupe du parti communiste autour d'Anton Ackermann. De 1946 à 1949, il dirige le département de la formation, de la culture et de l'éducation du parti du KPD / SED. À partir de 1947, il est membre du comité exécutif du parti, membre du Comité central du SED, à partir de 1949 député de la Chambre du peuple, à partir de 1950 membre du Politburo du Comité central du SED et à partir de 1955 vice-président du Conseil des ministres et président de la Commission pour la production et l'approvisionnement de la population en biens de consommation auprès du Présidium du Conseil des ministres.
De 1950 à 1955, il est secrétaire à la propagande du Comité central, jusqu'en 1956, il travaille comme rédacteur en chef du magazine SED Einheit, puis comme professeur d'économie à l' Institut des sciences sociales du Comité central du SED. À Halle, il constitue le commandement des opérations du district pour réprimer le soulèvement populaire du 17 juin 1953. Le membre du bureau politique Fred Oelßner coordonne les activités de la direction du district du SED, du conseil de district, de la police populaire, de l'administration du district pour la sécurité de l'État, de la police populaire des casernes et des unités de l'armée soviétique dans le district de Halle. Le 6 mai 1955, il reçoit l'Ordre patriotique du mérite en or.
Jusqu'en 1958, Oelßner est l'idéologue en chef du SED. En 1958, il est démis de ses fonctions dans le cadre de l'affaire Karl Schirdewan et Ernst Wollweber, écartés des sphères du pouvoir pour s'être opposés à Ulbricht. En 1959, il s'autocritique publiquement pour « opportunisme et aveuglement politique ». De 1958 à 1969, il est directeur de l' Institut d'économie de l'Académie des sciences de la RDA. En 1968, il est docteur honoris causa de l'Université Humboldt de Berlin.
Son urne funéraire se trouve au Mémorial des socialistes du cimetière central Friedrichsfelde de Berlin-Lichtenberg.

## Distinctions
Oelßner reçoit en 1949 le Prix national, l'Ordre patriotique du mérite en 1955 et 1965 et l'Ordre de Karl Marx en 1973. En 1953, il est membre de l'Académie allemande des sciences.
La faculté des ouvriers et des agriculteurs d'Iéna porte son nom. Le Sodawerk Staßfurt s'appelait VEB Sodawerk "Fred Oelßner" Staßfurt de 1952 à 1965.